# Tous les hommes désirent par nature savoir
Tous les hommes désirent par nature savoir (en grec ancien : Πάντες ἄνθρωποι τοῦ εἰδέναι ὀρέγονται φύσει) est une locution grecque selon laquelle l'Homme, curieux par nature, est disposé à chercher, à acquérir des connaissances.

## Concept

### Chez Aristote
Aristote est le premier à écrire cette phrase, qui ouvre la Métaphysique. Son premier livre, le Livre Alpha, est en effet une introduction qui pose les fondements de l'épistémologie du Stagirite. Il affirme donc qu'il est dans la nature de tout homme que de désirer et chercher (qui traduit « ὀρέγονται ») la connaissance. Le terme utilisé par Aristote est « τοῦ εἰδέναι », qui signifie « le savoir ».
Afin de prouver son propos, Aristote analyse les sentiments que les hommes ont lorsqu'ils apprennent quelque chose. Ce qui le montre, « c’est le plaisir que nous prenons à percevoir par les sens, car les sensations plaisent par elles-mêmes, indépendamment de leur utilité, et plus que toutes les autres la sensation visuelle ».

### Chez les auteurs médiévaux
La formule connaît un grand succès durant le Moyen Âge : elle est d'autant plus connue qu'elle est l'une des nouveautés apportées par la redécouverte d'Aristote. La phrase permet d'élaborer l'idée d'un roi sage et cultivé. Christine de Pizan s'en sert pour décrire la sagesse du roi Charles V, dit le Sage. L’œuvre anonyme Placides et Timéo s'ouvre sur la phrase : « Aristotes dist en son livre de nature ou commenchement d'un livre, le quel livres est appelés le livre de metafisique, que tout homme couvoite et desire a savoir naturelment les secrés de nature ».

### Chez Thomas d'Aquin
Thomas d'Aquin soutient que s'il est vrai que tout homme désire par nature savoir, le désir est contredit par la paresse propre aux hommes.

### Chez les auteurs humanistes
Le respect et l'étude d'Aristote est un fil rouge du mouvement humaniste. Dans un ouvrage où il traite de l'instruction des enfants, Comenius écrit qu'il ne devrait pas être nécessaire de forcer les enfants à apprendre avec brutalité car, « tous les hommes, de par leur nature même, désirent ardemment savoir et aspirent à la connaissance ».